# Леки крайцери тип „Кьонигсберг“ (1927)
Кьонигсберг, или тип „К“ (на немски: Königsberg) са серия леки крайцери на Германските военноморски сили от времето на Втората световна война. Всичко от проекта са построени 3 единици: „Кьонигсберг“ (на немски: Königsberg); „Карлсруе“ (на немски: Karlsruhe) и „Кьолн“ (на немски: Köln).

## История на създаването
В числото на ограниченията на Версайския договор от 1919 г., са и касаещите корабите от класа на крайцерите. Съгласно договора в състава на флота на Германия се разрешава да има само 6 малки (леки) крайцера. Водоизместимостта на тези крайцери не трябва да надвишава 6000 тона, а замяната им е разрешена едва след 20 години служба. Година след сключването на мирния договор може да се строи нов кораб за замяна на крайцера „Ниобе“. Това става лекият крайцер „Емден“, който фактически повтаря крайцерите военна постройка от типа „„Кьонигсберг“ II“, отличавайки се само с конфигурацията на надстройките и разположението на артилерията. Но става ясно, че на флота са необходими кораби от нов тип, без конструктивните недостатъци на „Емден“, в частност, щитовото разположение на артилерията. Необходим е преход към куполни установки и отстраняване на другите недостатъци на проекта, отнасящ се още към времената на Първата световна война. Разработката на проекта за новите крайцери в рамките на Версайските ограничения започва през 1924 г. Главен конструктор е инженер Еренберг.

## Конструкция
Водоизместимостта на новите крайцери е ограничено на 6000 тона от условията на Версайския договор, за това и усилията на конструкторите са насочени към съвместяването на такива параметри, като скорост и относително добро въоръжение – качества, необходими за океанския рейдер и крайцер-разузнавач при флотата.

### Корпус
Корпусът е направен от стомана (Stahl-45) (дебелина на листовете от 8 до 14 mm). Конструкцията е максимално олекотена, корпусите са напълно заварени. В разчета на надлъжната здравина са включени даже надстройките. поради голямото отношения дължина/ширина (над 11:1) има проблеми с надлъжната здравина, което повлиява на мореходните качества на корабите от проекта.

#### Въоръжение
Въоръжението на главния калибър на крайцерите съставлява девет 150 mm 60-калибрени оръдия С/25 (тегло на снаряда 45,5 kg, далечина на стрелбата 25,7 km). От възможните проекти за тяхното поставяне в четири двуоръдейни кули или три триоръдейни е избран втория, тъй като дава преимущество в едно оръдие над френските крайцери от типа „Дюге Труен“. Необичайно е разположението на кулите на ГК – две на кърмата и една на носа. Това се обуславя от желанието да се подсигури максимален брой оръдия за стрелба по кърмата при ретираден бой, което е особено важно за крайцера-разузнавач. Кърмовите кули, освен това, са разположени изместени от диаметралната плоскост (издигната – вляво, долната – вдясно) за осигуряване на максимален сектор за стрелба по носа.
При влизането им в строй корабите имат 500 mm торпедни апарати, през 1934 г. те са заменени с 533 mm. Зенитното въоръжение отначало е представено от три 88 mm оръдия в единични установки, към 1935 г., в резултат на модернизация, всички крайцери са въоръжени с три двуоръдейни 88 mm/76 АУ, 4x2 37 mm/83 АУ и 4x1 20 mm. Също корабите имат авиационни катапулти. Хангар няма, но корабите могат да приемат два хидросамолета.

#### Брониране
Дебелината на главния броневи пояс съставлява 50 mm. Той прикрива борда от носовата до кърмовата кула включително. От долния край на пояса върви 10 mm скос, преминаващ в 15 mm вътрешна преграда. 70 mm траверси затварят краищата на пояса, а отгоре му е плоската 20 mm бронирана палуба, образувайки бронева „кутия“. Бронирането на кулите: чело (фронт) – 30 mm, покрив, странични и задна стена – 20 mm.

#### Енергетична установка
Енергетичната установка на новите кораби е смесена дизел-паротурбинна. Крайцерите от типа „К“ стават първите бойни кораби в света с енергетична установка от подобен тип. На корабите от проекта има два гребни вала, на всеки от които могат да работят турбозъбчатите агрегати или дизелните двигатели на MAN (осигуряват скорост от 10 възела). Недостатъкът е в това, че турбините не могат да работят едновременно с дизелите. Парата за турбините се изработва от шест парни котела „Шулце-Торникрофт“ (4 големи и 2 малки). Като цяло силовата установка се оказва не много удачна, освен това, тя заема над половината от дължината на корпуса, което негативно се отразява на живучестта на кораба.

## История на службата
Крайцерите от типа „К“ са най-важният елемент за ВМС на Германия в периода между Първата и Втората световни войни. Те изиграват достатъчно важна роля в обучението на личния състав на германския флот, извършвайки далечни походи и визити в портове на различни страни. По време на Гражданската война в Испания, в периода 1936 – 1938 г., активно действат при бреговете на тази страна. С началото на Втората световна война те са извадени от състава на учебните сили и въведени в състава на действащия флот. „Карлсруе“ завършва модернизация към началото на 1940 г. и след няколко излизания в Балтийско море участва в Датско-Норвежката операция за превземане на Норвегия. В хода ѝ загиват два от трите крайцера на типа: „Кьонигсберг“ е повреден от норвежките брегови батареи и по-късно е потопен от британската авиация, а „Карлсруе“ е тежко повреден от британската подводна лодка „Truant“ при обратния му преход към Германия и е потопен от корабите на ескорта. „Кьолн“ оцелява почти до самия край на войната и загива на 30 март 1945 г. в резултат на атаките на 8 американски самолета.

## Представители на проекта[1]
| Име                        | Име по време на строежа      | Корабостроителница              | Дата на залагане | Дата на спускане на вода | Дата на влизане в състава на флота | Дата на изваждане от състава на флота/гибелта | Съдба |
| -------------------------- | ---------------------------- | ------------------------------- | ---------------- | ------------------------ | ---------------------------------- | --------------------------------------------- | --- |
| „Кьонигсберг“ (Königsberg) | Kreuzer „B“, „Ersatz Thetis“ | Kriegsmarinewerft Wilhelmshaven | 27 юни 1926 г.   | 26 март 1927 г.          | 17 април 1929 г.                   | 10 април 1940 г.                              | На 9.4.1940 г. повреден от норвежките брегови батареи; на 10.4.1940 г. потопен от британската авиация в Берген.     |
| „Карлсруе“ (Karlsruhe)     | Kreuzer „C“, „Ersatz Medusa“ | Deutsche Werke                  | 27 юни 1926 г.   | 20 август 1927 г.        | 6 ноември 1929 г.                  | 9 април 1940 г.                               | Торпилиран от британската подводница HMS Truant край южното крайбрежие на Норвегия, потопен от корабите на ескорта. |
| „Кьолн“ (Köln)             | Kreuzer „D“, „Ersatz Arcona“ | Kriegsmarinewerft Wilhelmshaven | 7 август 1926 г. | 23 май 1928 г.           | 15 януари 1930 г.                  | 30 април 1945 г.                              | Разрушен в дока по време на нападение на американската авиация над Кил.                                             |

## Коментари
1. ↑  Всички данни са приведени по състояние към септември 1939 г.
2. ↑  Според други данни на 30 април.
3. ↑  Германските кораби при началото на тяхното строителство получават временни имена. За новите кораби се избират букви. Тези кораби, които трябва да заменят стари или загубени кораби получават приставката „Ерзац“ пред името на заменяемия кораб.
4. ↑  Според други данни на 30 април.